# هامورا

نقشهٔ هامورا واقع در ناحیهٔ تامای توکیو

هامورا (به ژاپنی: 羽村市 Hamura) به یکی از بخش‌های منطقه تامای توکیو، پایتخت ژاپن گفته می‌شود. مساحت آن ۹٬۹۱ کیلومتر مربع است.